# کیوتا
کیوتا (به اسپانیایی: Provincia de Quillota) یک استان در شیلی است که در منطقه والپارایزو واقع شده‌است. کیوتا ۱٬۱۱۳٫۱ کیلومترمربع مساحت و ۱۹۰٬۵۲۵ نفر جمعیت دارد.

## خواهرخوانده
شهر کاسرس خواهرخواندهٔ کیوتا هست.